# Diets-Heur
Diets-Heur är en ort i Belgien.   Den ligger I staden Tongeren i provinsen Limburg och regionen Flandern, i den östra delen av landet, 80 km öster om huvudstaden Bryssel. Diets-Heur ligger 102 meter över havet och antalet invånare är 186.
Terrängen runt Diets-Heur är platt. Runt Diets-Heur är det mycket tätbefolkat, med 2 521 invånare per kvadratkilometer.. Närmaste större samhälle är Liège, 13,7 km söder om Diets-Heur. 
Runt Diets-Heur är det i huvudsak tätbebyggt.